# Demonax piliger
Demonax piliger är en skalbaggsart som beskrevs av Holzschuh 1992. Demonax piliger ingår i släktet Demonax och familjen långhorningar. Inga underarter finns listade i Catalogue of Life.